# Crime Does Not Pay

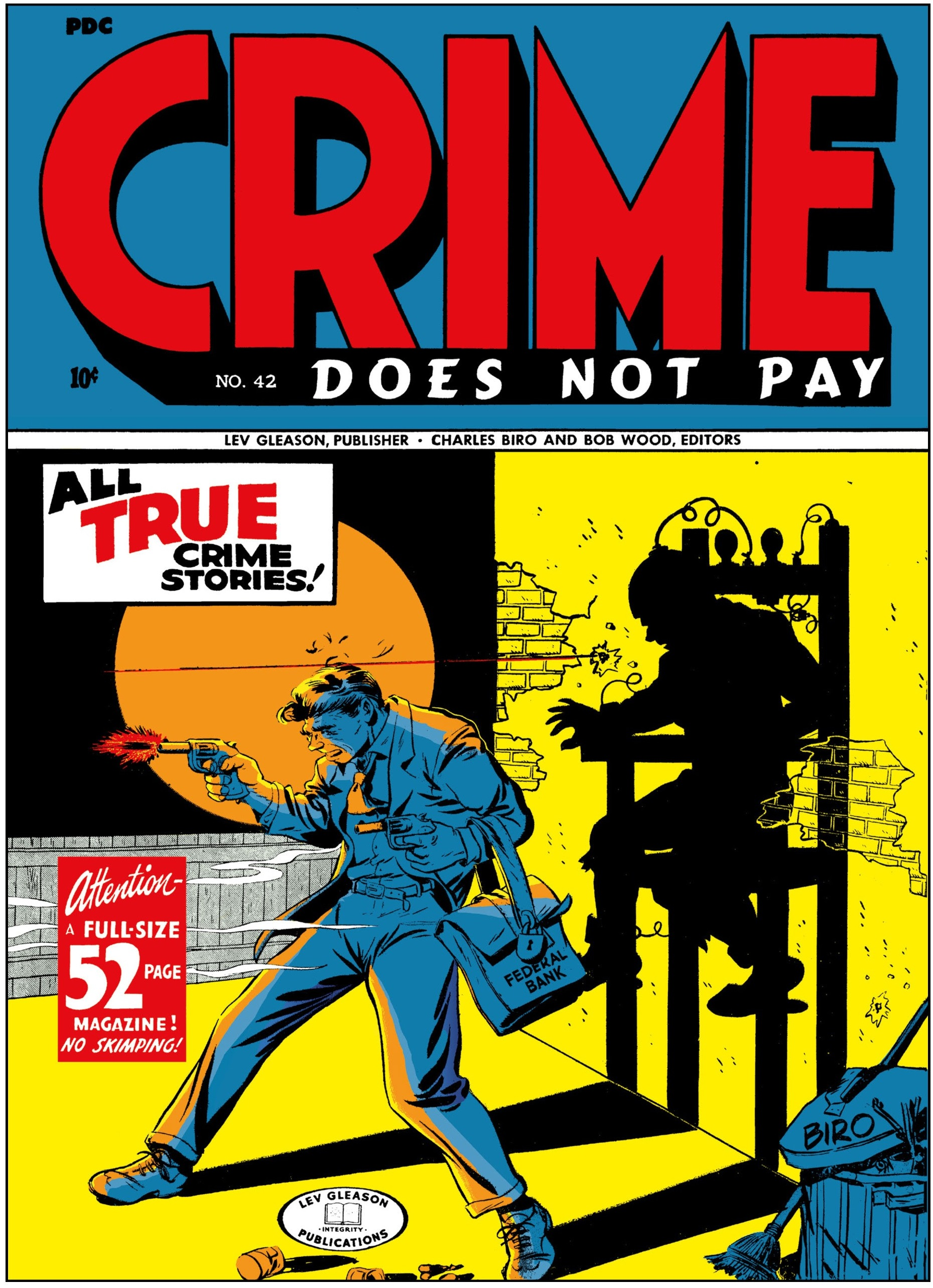
Crime Does Not Pay #42 (1945) Lev Gleason. arte de Charles Biro.

Crime Does Not Pay foi o título de uma revista em quadrinhos norte-americana publicada entre 1942 e 1955 pela Lev Gleason Publications/Comic House Publications. A série foi editada e escrita por Charles Biro. O título lançou o gênero quadrinhos policiais e foi a primeira série de quadrinhos sobre "crimes verdadeiros".